# Nagihan Karadere
Nagihan Karadere (* 27. Dezember 1984 in Kadirli) ist eine türkische Leichtathletin, die sich auf den 400-Meter-Lauf spezialisiert hat.

## Sportliche Karriere
Sie ist die erste und einzige Sportlerin, die im 400-m-Hürdenlauf unter 56 Sekunden gelaufen ist. Die Rekordleistung der Türkei im 400-m-Hürdenlauf liegt bei 55,09 Sekunden. Sie nahm an den Olympischen Spielen teil und überschritt bei den Olympischen Spielen 2012 in London die Schwelle. Sie gewann eine Bronzemedaille im 400-m-Hürdenlauf der Sommer-Universiade 2011 in Shenzhen und eine Silbermedaille im 4 × 400-m-Staffelwettbewerb im selben Wettbewerb. Sie qualifizierte sich für die Teilnahme an der Veranstaltung 400 m Hürden bei den Olympischen Sommerspielen 2012 in der Türkei, wo sie wegen eines Fehlstarts disqualifiziert wurde. Zudem nahm sie an der türkischen Sendung Survivor Türkiye teil.

## Fernsehen
Sendungen
- 2016: Survivor Ünlüler-Gönüllüler
- 2018: Survivor 2018
- 2022: Survivor 2022: All Star
- 2024: Survivor 2024: All Star